# Autographa brunnea
Autographa brunnea är en fjärilsart som beskrevs av Barend J. Lempke 1966. Autographa brunnea ingår i släktet Autographa och familjen nattflyn. Inga underarter finns listade i Catalogue of Life.